# Vanquish
Vanquish (japonês: ヴァンキッシュ, Hepburn: Vankisshu) é um jogo de ação de tiros jogado na terceira pessoa produzido pela Platinum Games e publicado pela Sega para Xbox 360 ; PlayStation 3 e PC. Começou a ser produzido em 2007 e lançado em Outubro de 2010.
O jogo não foi criado pela equipa responsável por Resident Evil 4, somente o diretor do jogo Shinji Mikami participou do projeto. Vanquish notabilizou-se por introduzir várias inovações ao género de tiro em 3D, incluindo um estilo rápido de jogabilidade reminiscente dos shooters em 2D, elementos de beat em up e um original impulso-deslizante mecânico.